# USC Corte
Union Sportive des Câu lạc bộ du Cortenais là một đội bóng đá Pháp thành lập năm 1908. Họ có trụ sở tại Corte, Haute-Corse, Pháp. Họ chơi tại sân vận động Parc des Sports de Chabrières ở Corte, có sức chứa 1.000 người.
Ban đầu họ được gọi là US Corte, nhưng đã đổi tên vào năm 1998 sau khi họ sáp nhập với đội bóng nghiệp dư FC Corte Castrila.